# Mrs Herbert Stevens
'Mrs Herbert Stevens' est un cultivar de rosier obtenu en 1910 par McGredy. Il est né de deux variétés blanches parmi les plus célèbres de la seconde moitié du XIXe siècle et du début du XXe siècle, 'Frau Karl Druschki' (Lambert, 1901) x 'Niphetos', (Granger, 1843).

## Description
La fleur peu parfumée de ce rosier élégant éclot en une corolle blanche aux nuances pêche au cœur. La floraison très abondante au printemps est bien remontante. Elle a besoin d'une situation ensoleillée pour bien s'épanouir.
Le buisson au feuillage vert clair peut s'élever à 120 cm. Il existe une variété grimpante beaucoup plus répandue, parfaite pour couvrir une façade ou une pergola.
Sa zone de rusticité est de 6b à 9b ; il résiste donc aux hivers froids. Il a besoin d'être taillé avant le printemps. 

## Descendance
Il existe une variété grimpante découverte en 1922 par Pernet-Ducher, du nom de 'Mrs Herbert Stevens Climbing', plus répandue que la variété arbustive. Elle peut s'élever jusqu'à plus de trois mètres dépassant souvent quatre mètres et peut supporter la mi-ombre et les situations difficiles. Les fleurs sont agréablement parfumées.
Il existe un sport découvert en 1927 par Jozef Mikes en Tchécoslovaquie, baptisé du nom de 'Troja' et introduit au commerce par Hans Böhm.

## Distinctions
- Médaille d'or de la Royal National Rose Society, 1910